# Galia

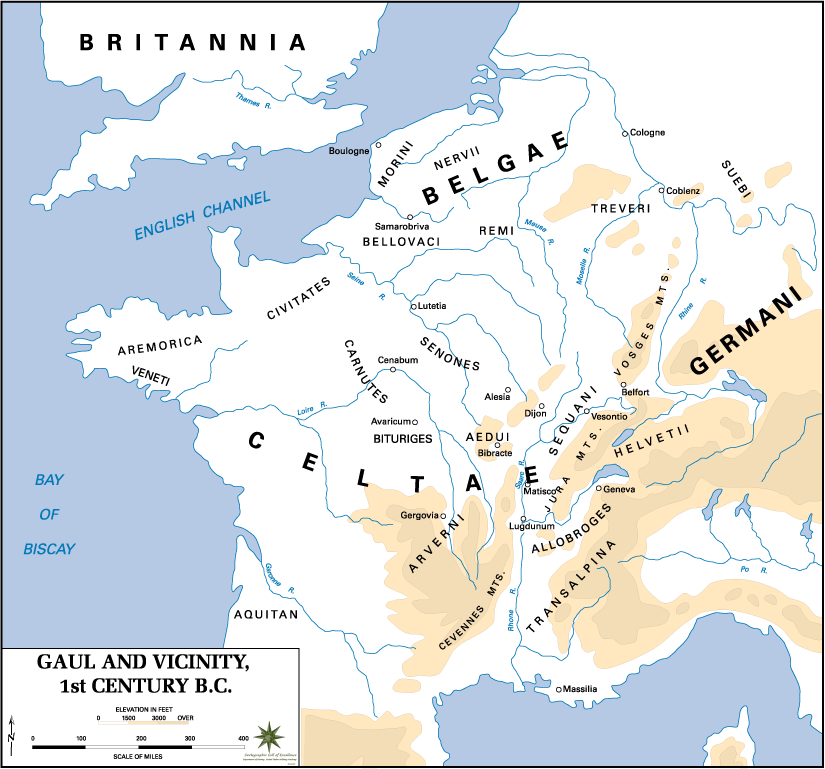
Mapa de la Galia antes de la conquista romana.

Galia (en latín: Gallia) es el nombre romano dado a una región de la Europa Occidental actualmente formada por Francia, Bélgica, el oeste de Suiza, el norte de Italia y zonas de Alemania y los Países Bajos al oeste del Rin. También las islas británicas, (Gales, Inglaterra Escocia e Irlanda) e Hispania estaban pobladas por tribus celtas. Así, la palabra galo (en latín: gallus) se refiere habitualmente a los habitantes celtas de esa región en tiempos antiguos y fue principalmente empleada por los romanos, que muy raras veces llamaban celtas a este conjunto de diversas tribus. El gentilicio se conservó a través de los tiempos solamente en la extensión de tierras que hoy componen Francia y aún hoy sigue llamándose galos a los franceses, y de hecho Gallia (en griego Γαλλία) es el nombre griego moderno de Francia. También el nombre de Galicia  tiene el mismo  origen referido a la población gala o celta.  
Sin embargo, los galos se extendieron por toda Europa en tiempos romanos, hablando lenguas celtas que habían divergido en dos grupos. Además de los galos de la actual Francia, otros se habían establecido en las llanuras del norte de Italia, en la provincia que los romanos conocían como Galia Cisalpina («Galia aquende los Alpes», la cual, posteriormente, dejó definitivamente de existir como provincia, siendo anexada al territorio de la Italia romana, en el siglo I a. C.), hasta el Véneto e Istria. Otros galos habían emigrado cruzando los Pirineos hasta Iberia, dando lugar además a los celtíberos al mezclarse con el sustrato ibero.

## Los primeros tiempos

Mapa de Galia alrededor del año 58 a. C.

Los griegos focenses fundaron en el sur de estos territorios una ciudad llamada Massilia (actual Marsella). De esta época se tienen los primeros datos e informaciones sobre la Galia y los galos. Los griegos llamaban keltoi (que significa en griego: los audaces, debido a su gran valor), en general a los que se conoce como celtas, pero en estas regiones utilizaban también el nombre de Galatia y gálatas (en griego antiguo: Γαλατης), para designar la tierra y sus habitantes. Este término de gálata se refiere tanto a los habitantes europeos, como a los que se establecieron más tarde en Asia Menor, fundando la región de Galacia. Los celtas se han llamado siempre a sí mismos galiain, o sea: galos. Estos dos términos de Galia y galos se siguieron empleando después de la conquista de Julio César para designar las provincias romanas que se extendían por estos territorios y se conservaron hasta el final de la dinastía Merovingia, al menos en los documentos de la época. Más tarde, y ya en plena época de la dinastía Carolingia perteneciente al Reino de los francos, surgió el término de Francie (Francia occidentalis) que designaba los territorios de la antigua Galia romana.
En la Galia no existía ninguna unidad política ni territorial. No constituían un Estado organizado, sino un conjunto de pueblos compuestos por tribus diferentes y de distintas etnias. Si había algo que uniera a este conjunto de tribus, era el comercio, sobre todo, basado en una desarrollada metalurgia.

## Los distintos pueblos de la Galia
Julio César hizo una descripción generalizada sobre tres de los pueblos que habitaban la Galia Transalpina en su libro De Bello Gallico (Comentarios sobre la guerra de las Galias). Cuenta que estaba la región dividida en tres partes, cada una de las cuales estaba habitada por el pueblo de los belgas, el de los aquitanos y el de los galos (o celtas). Aunque solo describe estos tres, se sabe que la Galia estaba poblada por muchos más pueblos diferentes. Pero hay que tener en cuenta que en esta descripción está la voluntad de César de marcar límites, típica a todo romano, que no tenía ningún tipo de asidero científico para catalogar diferencias entre uno u otro pueblo.
Los belgas habitaban la parte del norte; al sur de su región estaban los ríos Sequana (Sena) y Matrona (Marne). Los celtas propiamente dichos, según Julio César, habitaban la parte central. Los individuos de estos dos pueblos eran altos, de piel clara, bastante sociables y tenían por costumbre luchar en grandes grupos. Los aquitanos habitaban en el sur, entre el río Garona y los montes Pirineos; eran morenos y luchaban en pequeños grupos. Hablaban lenguas diferentes y sus costumbres y leyes tampoco eran comunes.
Cada pueblo estaba formado por varias tribus:
- Celtas tradicionales, con los carnutes, bituriges, námnetes, pictones, túronos, senones, heduos, arvernos, que se encontraban dispersos a lo largo del río Loira. Tricasses, lingones, mandubios, en la cuenca del río Sena. Tréveros, leucos, tríbocos, sécuanos entre otros, habitando la cuenca del río Mosela. Helvecios, ráuracos, ambarros, alóbroges, segusiavos, helvios, voconcios, saluvios, entre muchos otros, a lo largo de los ríos Ródano y Saona.
- Celtas belgas, con las tribus de los belóvacos, suesiones —que dieron lugar al topónimo de Soissons—, remos —que dieron lugar al topónimo de Reims—, parisios —cuya capital era Lutecia, hoy París—, menapios, atrebates, ambianos, meldos, catalaunos, mórinos, cáletes, nervios y eburones.
- Aquitanos, con las tribus de los tarbelos, auscos, nitióbroges, elusates, cónvenos, viviscos y otros, más vinculados con los pueblos célticos de la península ibérica, si bien la antroponimia del antiguo aquitano muestra elementos protoeuskéricos.

## En época de los romanos

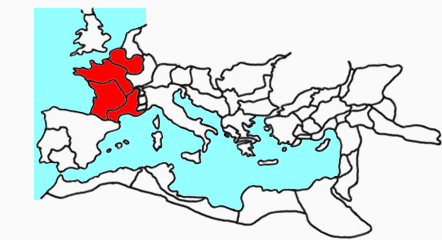
Las diferentes provincias que conformaban la Galia.

Todas las tierras habitadas por los galos eran conocidas por los romanos como las Galias, en plural, porque Roma distinguía más de una, según su situación geográfica. Por eso distinguían entre Galia Cisalpina (al norte de Italia, antes de pasar los Alpes) y Galia Transalpina (allende los Alpes, desde el norte de Italia); aparte de los muchos territorios que aún estaban sin conquistar hasta la época de Julio César (Galia Comata o Cabelluda).

### Galia Cisalpina

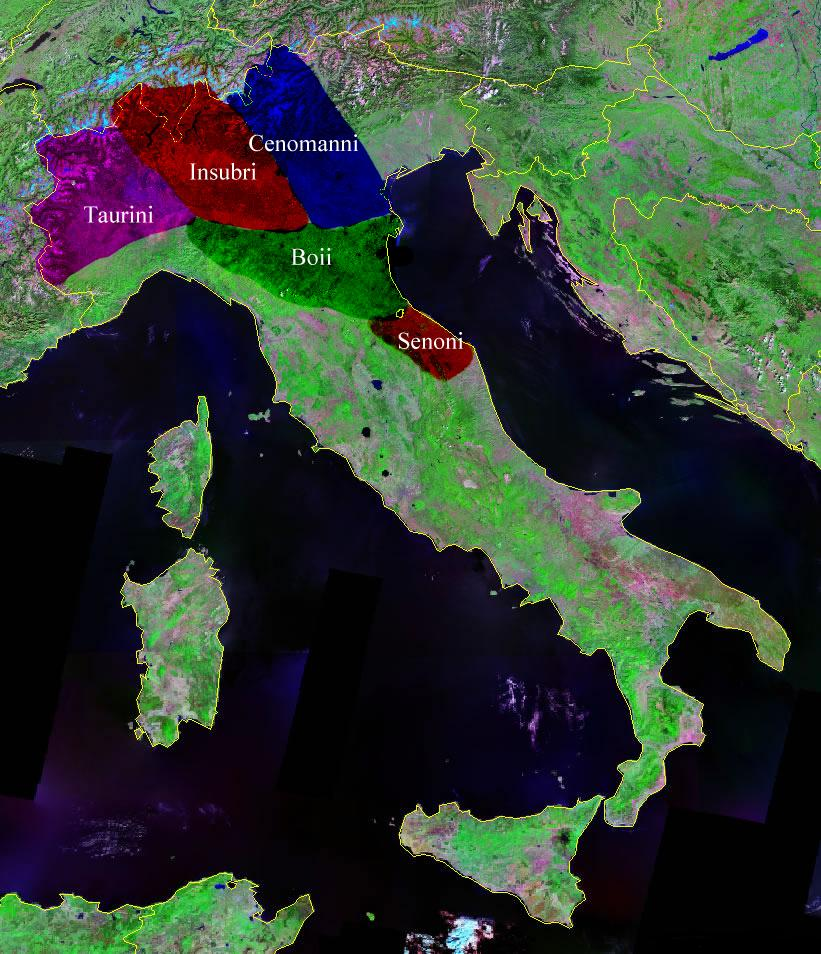
Las tribus galas en Italia.

La Galia Cisalpina era denominada, por algunos autores, como Galia Itálica y también llamada Galia citerior o Galia togata, debido a su temprana y profunda romanización en comparación a las demás Galias. La conformaban todas las tierras al norte de los ríos Arnus (Arno) y Rubicón, ríos que delimitaban igualmente la frontera terrestre entre Italia y los territorios provinciales.
El río Po transcurre por este territorio de oeste a este, trazando una línea divisoria geográfica natural. En aquella época la divisoria del río era muy importante, pues existía una gran diferencia entre los habitantes de una orilla y de otra. Las gentes al sur del río Po, en la llamada «Galia Cispadana», estaban muy romanizadas y, desde los tiempos de la guerra Social, gozaban de la plena ciudadanía romana, que les había sido otorgada a través de la Lex Plautia Papiria de la misma manera que a los itálicos, mientras que, en el territorio entre la orilla norte del río Po y los Alpes, en la que se conocía como «Galia Transpadana», las gentes y las ciudades estaban bastante menos romanizadas (aunque más que en las Galias Transalpinas) y gozaban exclusivamente del derecho latino. 
Hasta la mitad del el siglo I a. C., en la Transpadana, las ciudades de Aquilea, Cremona y Mediolanum, fueron las únicas en gozar de plena ciudadanía romana, diferenciándose así de las demás ciudades transpadanas provistas únicamente del Ius latii; en el año 49 a C., gracias a la Lex Roscia, es otorgada la plena ciudadanía romana a todos los habitantes libres de la Galia Transpadana, la cual en el año 42 a. C., junto a la Galia Cispadana —los dos territorios que componían la Galia Cisalpina— deja definitivamente de ser una provincia y de ser conocida con este nombre, siendo anexada al territorio de la Italia romana y volviéndose, desde entonces, la más septentrional de las tierras itálicas.

### Galia Transalpina
Llamada por algunos Galia ulterior, era la provincia romana que se encontraba al otro lado de los Alpes. Consistía en una franja costera, desde el límite oeste de Liguria hasta el norte de los Pirineos. A lo largo de la franja tenía dos avanzadas que se internaban, una hacia Tolosa en Aquitania, y otra por el valle del Ródano hasta la factoría o ciudad comercial llamada Lugduno, actual Lyon. Fue conquistada en su mayor parte por Cneo Domicio Enobarbo, antes del año 120 a. C., con la que se aseguró el paso de los ejércitos romanos hacia Hispania.

### Galia Comata
Llamada también Galia Melenuda (coma en latín significa «melena, cabellera»), ya que sus habitantes se dejaban el pelo muy largo. Era la Galia más extensa de todas, pues comprendía las actuales Francia y Bélgica junto con parte de Holanda al sur del río Rin. Su territorio era llano, con grandes bosques y muchos recursos agrícolas, la mayoría sin explotar. Estaba regada por los ríos Liger (Loira), Sequana (Sena), Mosa, Mosella (Mosela), Scaldis (Escalda), Samara (Somme), Matroma (Marne), Duranius (Dordoña), Oltis (Lot) y Garumna (Garona).
Antes de la conquista de Julio César, todas estas tierras eran prácticamente desconocidas. Sus habitantes eran celtas (galos) en su mayoría. Estos galos conocían la existencia de Roma y su poder y evitaban cualquier contacto con ella. Eran agricultores y ganaderos y vivían en poblados que los romanos llamaban oppida. Guardaban, cuidaban y defendían celosamente los tesoros tribales, así como los campos de trigo y su rey. De su religión se sabe poco en realidad, aunque han circulado a lo largo de la Historia leyendas y cuentos sobre sus dioses (vinculados a la naturaleza como los dioses vikingos) y sus sacerdotes, llamados druidas (de los que se desconoce casi todo, hay que investigar otros campos para comprenderlos, como el actual chamanismo). En general no buscaban la guerra como un fin para su expansión, pero eran terribles guerreros. Tenían por costumbre fabricar y beber cerveza. La mayoría de estos habitantes eran altos, fornidos, rubios o pelirrojos y con ojos azules o grises. Para los romanos eran pueblos bárbaros, es decir, extranjeros, ya que hablaban un idioma completamente distinto al latín.

## Conquista romana
Julio César derrotó a las tribus celtas en Galia entre 58 y 51 a. C. y escribió sus experiencias en De Bello Gallico (Comentarios sobre la guerra de las Galias). La región conquistada por César era la Galia Transalpina, donde se hallaba incluida la Galia Comata (Galia Melenuda). César describió a los galos como individuos inteligentes, muy activos, impulsivos e inestables.
Cuando César llegó a la Galia en el año 58 a. C., estos territorios eran solo un nombre para los romanos, que nada más conocían las provincias meridionales, sometidas a vasallaje con el fin de asegurarse el paso y las comunicaciones por tierra hacia Hispania. Sabían los romanos que sus habitantes eran tribus celtas que estaban en continua pelea. César acudió al territorio de la Galia para socorrer al pueblo de los helvecios, establecidos en lo que hoy es Suiza, que estaban amenazados por los germanos. Sin embargo, César impidió la migración de las tribus helvecias hacia el este, a las que derrotó definitivamente cerca de Bibracte y a las que ordenó volver a sus tierras. Más tarde fue en ayuda de los eduos que estaban en lucha contra los belgas; después de estas hazañas, decidió instalarse allí y, en el año 56 a. C., libró una batalla naval contra los galos vénetos, pueblo nativo del noroeste de Francia.
En el año 55 a. C., los germanos se hallaban muy cerca, en la otra orilla del Rin. Mandó construir a su legión un puente de madera sobre este río para poderlo cruzar y luchar contra este pueblo en su territorio. De esta forma, César evitó una nueva invasión. Fueron dos campañas brillantes y temerarias contra Ariovisto, el jefe germano, que a pesar de ser su ejército mucho más numeroso, fue aniquilado por los romanos cerca de Ostheim (en la actual Alsacia, Francia).
En el 60 a. C. se estiman en 5 a 6,7 millones de personas, en el año 0 se cuentan 8 millones de habitantes de la provincia, para el año 400 se calculan 12,2 millones de personas[cita requerida].
El emperador Augusto dividió la Galia en el año 27 en cuatro administraciones o provincias: 
- Gallia Aquitania, que limitaba al norte con el río Loira.
- Gallia Belgica, que se extendía entre los ríos Sena y Rin y cuyo límite por el norte era el mar del Norte. Esta administración se mantuvo así hasta principios del siglo IV, en que hubo cambios con el emperador Diocleciano.
- Gallia Lugdunensis, entre los ríos Loira, Saona y Ródano.
- Gallia Narbonensis, desde los Alpes hasta los montes Cevenas.

El historiador Robert Étienne ha calculado para la Galia del Alto Imperio romano una tasa de urbanización del 7,6 %.

## El Imperio galo
Durante el siglo III, en Galia se formó un gobierno separado de Roma, al cual se ha denominado Imperio galo.
El Imperio galo abarcaba Galia, Hispania, Britania y parte de Germania. Disponía de emperador, una nobleza galo-romana, ejército con sus respectivos generales y oficiales y una economía propia representada por la acuñación de sus monedas imperiales. En sus relaciones internacionales destacó un pacto de delimitación de fronteras acordado con el Imperio romano.
En un principio, sus provincias disponían de una economía aparentemente mucho más próspera que la economía de las provincias romanas. Sin embargo, una crisis económica posterior, aunada a la crisis política, significaron el fin de este imperio producido en medio de la agitación de los pueblos característica del final de la Edad Antigua. Tras ello, nada sería igual en las Galias ni aun con su reincorporación efímera al Imperio romano.

## Los pueblos germanos
En 254, cayó el limes de la Germania Superior, y hacia 259 entraron importantes contingentes bárbaros en Bélgica. Entre 268 y 278, el interior de la Galia fue saqueado y algunos grupos llegaron hasta Hispania. Hasta hacia 278 la frontera fue restablecida por el emperador Probo.
El 31 de diciembre de 406, los alanos, suevos y vándalos cruzaron el Rin e invadieron la Galia. Tras sufrir una presión cada vez mayor por parte de las tribus germanas desde la mitad del siglo III, el gobierno romano de Galia terminó con la derrota del gobernador romano Siagrio por los francos en 486. La romanización había durado hasta el siglo V. Después de la caída del Imperio romano de Occidente, los francos (pueblo germánico) se instalaron en el norte de la Galia. A partir de entonces comenzó su expansión por todo el territorio. Sin embargo, las familias ilustres galo-romanas siguieron teniendo el poder político.